# Mr. Deeds
Mr. Deeds (titulada La herencia del Sr. Deeds en Hispanoamérica) es una película cómica estadounidense de 2002, dirigida por Steven Brill y protagonizada por Adam Sandler y Winona Ryder. También forman parte del reparto Peter Gallagher, John Turturro, Jared Harris, Allen Covert, Conchata Ferrell y Steve Buscemi.
Se trata de un remake de la película de 1936 El secreto de vivir, dirigida por Frank Capra y basada a su vez en el relato Opera Hat, de Clarence Budington Kelland.
Fue producida por Happy Madison y New Line Cinema y distribuida por Columbia Pictures.

## Sinopsis
El multimillonario Preston Blake, fundador y dueño de la corporación Blake Media, muere congelado durante una escalada al monte Everest. Al no estar casado ni tener descendientes legítimos, se ignora quién heredará su enorme fortuna.
Los ejecutivos de Blake Media, descubren que Blake tiene un sobrino nieto desconocido, llamado Longfellow Deeds (Adam Sandler), el afable dueño de una pizzería en Mandrake Falls, un pequeño pueblo de New Hampshire, que también escribe poemas para tarjetas de felicitación como pasatiempo y espera que algún día Hallmark, se interese por alguna y se la compre. 
Chuck Cedar (Peter Gallagher), director ejecutivo de Blake Media, que está temporalmente a cargo de la empresa, y el consejero Cecil Anderson (Erick Avari) contactan con Deeds y le llevan a Nueva York en el helicóptero privado de la empresa. Cuando Deeds llega a Nueva York, se planea que le venda a Cedar sus acciones de la compañía y vuelva a casa con 40 mil millones de dólares, pero debe permanecer en la ciudad durante unos días mientras se solucionan todos los asuntos legales.
La historia enseguida salta a los medios, y la reportera Babe Bennett (Winona Ryder), que trabaja para un noticiario sensacionalista de presa amarilla, llamado Inside Access, hace que su compañero Marty finja robarle el bolso en presencia de Deeds, ya que al investigarle, descubrieron que quería conocer a una chica rescatándola de algún peligro, porque así fue como su padre conoció a su madre. Deeds lo hace, golpeando violentamente al falso atracador, y Babe se acerca a él haciéndose llamar “Pam Dawson” y diciendo ser  una enfermera escolar, procedente de un pueblo inventado llamado Winchestertonfieldville, en Iowa (que resulta existir realmente, dejando a Babe completamente sorprendida al descubrirlo).
Aunque en principio Babe solo quiere sacar información del rico y famoso heredero para obtener una buena historia en su trabajo, acaba enamorándose de Deeds al ver que es un hombre humilde, cortés, optimista y de buen corazón. Deeds también se enamora de ella y empieza a pensar en quedarse en Nueva York para siempre. Babe decide contarle la verdad esa noche y decirle que no es quien él cree, mientras que Deeds organiza una cena privada en el Madison Square Garden para pedirle matrimonio. Sin embargo, esa misma noche, Inside Access, en colaboración con Cedar (que ha descubierto la farsa de Babe a través de Marty), se lo revela todo a Deeds antes de que Babe pueda hablar con él y revelar su verdad. Desolado, Deeds decide regresar a Mandrake Falls y donar toda su herencia de 40 mil millones a UNCF. Tras volver a su pueblo, uno de sus vecinos, Crazy Eyes (Steve Buscemi) informa a Deeds de que Cedar planea vender Blake Media a la competencia, causando que miles de personas pierdan su empleo, habiendo mentido a Deeds diciendo que dirigiría la empresa en honor de Blake, su padre, su vida de trabajo y dedicación. Babe viaja hasta Mandrake Falls para tratar de hablar con Deeds y disculparse, pero él, después de salvarla cuando cae a un lago a través del hielo, la rechaza diciendo que no sabe quién es ella en realidad.
En la reunión de accionistas para vender la empresa, Cedar ha convencido a todos para votar a favor de vender la empresa, hasta que Deeds, que ha comprado una acción con el dinero en efectivo que recibe, llega y consigue convencer a todos para que no vendan. Sin embargo, Cedar controla una mayoría de las acciones y la venta es aprobada. Babe llega con el diario personal de Blake y revela que Emilio López (John Turturro), el mayordomo de Blake, es su hijo ilegítimo, fruto de un romance de Blake con una de sus trabajadoras en 1958 (Emilio le había dicho a Deeds que Blake siempre le trató "como a un hijo") y auténtico heredero. 
Por tanto, Cedar no es propietario de las acciones de la empresa que Deeds le vendió anteriormente, puesto que estas siempre pertenecieron a Emilio, que es el legítimo nuevo dueño de la empresa y todo lo actuado antes es anulado. Emilio toma el control de Blake Media y despide a Cedar, mientras que Babe se reconcilia con Deeds, demostrándole que realmente le ama. Emilio agradece a Deeds la ayuda prestada y le ofrece un billón de dólares, una parte de los cuales Deeds gasta en regalar Corvettes rojos a todos los habitantes de Mandrake Falls. Tras regresar a la pizzería con Babe, Deeds recibe la noticia de que Hallmark quiere comprar una de sus tarjetas, la que escribió para Babe cuando le declaró su amor. Los dos se besan mientras en la última escena de la película Crazy Eyes, choca mientras conduce su Corvette pero no sufre ningún daño.

## Reparto
- Adam Sandler - Longfellow Deeds
- Winona Ryder - Babe Bennett / Pam Dawson
- John Turturro - Emilio Lopez
- Allen Covert - Marty
- Peter Gallagher - Chuck Cedar
- Jared Harris - Mac McGrath
- Erick Avari - Cecil Anderson
- Peter Dante - Murph
- Conchata Ferrell - Jan
- Harve Presnell - Preston Blake
- Steve Buscemi - Crazy Eyes[1]
- Brandon Molale - Kevin Ward
- Blake Clark - Buddy Ward
- John McEnroe - él mismo
- Al Sharpton - él mismo
- Rob Schneider - Nazo White[2]

## Producción
Los productores buscaban un pueblo pequeño y "antiguo, al estilo de Nueva Inglaterra" cerca de Nueva York, cuando descubrieron por casualidad New Milford (Connecticut), y tras almorzar allí en The Bistro Café, decidieron que era el lugar perfecto para recrear la ciudad natal ficticia de Deeds, Mandrake Falls (New Hampshire), y la cafetería era el lugar ideal para usar como la pizzería de Deeds. Algunas escenas se rodaron también en Carmel (Nueva York). Varias secuencias se rodaron en Nueva York en la primavera de 2001. Tras los atentados del 11 de septiembre de 2001, las imágenes del World Trade Center fueron eliminadas digitalmente de varias escenas de Nueva York. Las escenas del apartamento de Deeds en Nueva York se rodaron en Beverly Hills, y la escena donde Deeds y Chuck Cedar juegan al tenis fue rodada en la Isla Roosevelt.

## Recepción y crítica
La película recibió críticas mayoritariamente negativas. En Rotten Tomatoes tiene una puntuación del 22%, con una media de 4,05 sobre 10 puntos, basada en un total de 155 críticas profesionales. En Metacritic tiene una puntuación de 42 sobre 100, basada en 33 críticas de especialistas.
A pesar de las malas críticas, la película fue un éxito de taquilla. Recaudó 126 millones de dólares en Estados Unidos y casi 45 millones en el resto del mundo, haciendo una recaudación total de 171 millones de dólares.

### Premios y nominaciones
| Año  | Premio                                 | Categoría                                    | Candidatos                              | Resultado |
| ---- | -------------------------------------- | -------------------------------------------- | --------------------------------------- | --------- |
| 2002 | Teen Choice Awards                     | Película del verano                          | Película del verano                     | Ganadora  |
| 2002 | Teen Choice Awards                     | Mejor actor de cine de comedia               | Adam Sandler                            | Nominado  |
| 2002 | Teen Choice Awards                     | Mejor actriz de cine de comedia              | Winona Ryder                            | Nominada  |
| 2002 | Teen Choice Awards                     | Mejor beso                                   | Adam Sandler y Winona Ryder             | Nominados |
| 2003 | Kids Choice Awards (16.ª edición)      | Actor de cine favorito                       | Adam Sandler                            | Ganador   |
| 2003 | MTV Movie & TV Awards (12.ª edición)   | Mejor actuación cómica                       | Adam Sandler                            | Nominado  |
| 2003 | Premios Golden Raspberry (23ª edición) | Peor versión o secuela                       | Peor versión o secuela                  | Nominada  |
| 2003 | Premios Golden Raspberry (23ª edición) | Peor actor                                   | Adam Sandler                            | Nominado  |
| 2003 | Premios Golden Raspberry (23ª edición) | Peor actriz                                  | Winona Ryder                            | Nominada  |
| 2003 | Premios ASCAP                          | Canción más interpretada de una banda sonora | Dave Matthews (por Where Are You Going) | Ganador   |
| 2003 | Premios BMI                            | Mejor música para cine                       | Teddy Castellucci                       | Ganador   |

## Banda sonora
| N.º | Título                        | Interpretada por           | Duración |  |
| 1.  | «Where Are You Going»         | Dave Matthews Band         | 3:52     |  |
| 2.  | «Sing»                        | Travis                     | 3:48     |  |
| 3.  | «Let My Love Open the Door»   | Pete Townshend             | 2:44     |  |
| 4.  | «Sweetest Thing»              | U2                         | 3:03     |  |
| 5.  | «Wrong Impression»            | Natalie Imbruglia          | 4:15     |  |
| 6.  | «Happy in the Meantime»       | Lit                        | 2:46     |  |
| 7.  | «Island in the Sun»           | Weezer                     | 3:20     |  |
| 8.  | «Friends and Family»          | Trik Turner                | 3:20     |  |
| 9.  | «Space Oddity»                | David Bowie y Adam Sandler | 5:15     |  |
| 10. | «Falling»                     | Ben Kweller                | 4:03     |  |
| 11. | «Goin' Down To New York Town» | Counting Crows             | 2:20     |  |
| 12. | «I've Seen All Good People»   | Yes                        | 3:21     |  |